# Streets of Laredo
„Streets of Laredo“ (nebo také „Cowboy's Lament“) je americká kovbojská píseň. Slovo Laredo v názvu písně odkazuje na město v americkém státě Texas. Nahrála jí řada hudebníků, mezi které patří John Cale (album Honi Soit, 1981), Jane Siberry (Hush, 2000) nebo Johnny Cash (American IV: The Man Comes Around, 2002). Pod číslem 23650 je píseň zařazena v seznamu Roud Folk Song Index. Původně vyšla v antologii Cowboy Songs and Other Frontier Ballads sestavené Johnem Lomaxem v roce 1910. Existuje také několik českých verzí. Pod názvem „Kovbojův nářek“ s textem Stanislava Mareše ji v roce 1970 nazpíval Karel Zich a tuto verzi (někdy s názvem „Laredo“) převzala celá řada interpretů, např. skupina Pacifik, František Nedvěd s Helenou Maršálkovou nebo Wabi Daněk s Radůzou. Pod názvem „Laredo“ s textem Michala Bukoviče ji v roce 1995 nazpíval Petr Spálený.